# Setabis rhodinosa
Setabis rhodinosa is een vlindersoort uit de familie van de prachtvlinders (Riodinidae), onderfamilie Riodininae.
Setabis rhodinosa werd in 1911 beschreven door Stichel.